# 砂漠のような東京で
「砂漠のような東京で」（さばくのようなとうきょうで）は、1971年5月10日にリリースされたいしだあゆみのシングルである。

## 概要
いしだあゆみのシングルとして、最大のヒット曲「ブルー・ライト・ヨコハマ」（1968年）、2番目のヒット曲「あなたならどうする」（1970年）以来、オリコンチャートでは週間最高3位まで上昇。34.5万枚のセールスを記録し、いしだにとって3番目のヒット・ソングとなった。
いしだは本楽曲で1971年末の『第22回NHK紅白歌合戦』に3年連続3回目の出場を果たした。

## 収録曲
（全作詞：橋本淳／作曲：中村泰士／編曲：森岡賢一郎）
1. 砂漠のような東京で [2:42]
2. 24時間の恋 [2:53]

## 収録アルバム
- 『GOLDEN☆BEST いしだあゆみ』（#10）

など